# Branche des communications et de l'électronique
La Branche des communications et de l'électronique (Communications and Electronics Branch en anglais) est une branche du personnel des Forces armées canadiennes. La composante de l'Armée canadienne de la branche est désignée par le nom de Corps des transmissions royal du Canada (CTRC) (Royal Canadian Corps of Signals en anglais).

## Unités
Force régulière
- Escadron de transmissions du 1er Groupe-brigade mécanisé du Canada
- Escadron de transmissions du 2e Groupe-brigade mécanisé du Canada
- Escadron de transmissions du 5e Groupe-brigade mécanisé du Canada
- 21e Régiment de guerre électronique
- Escadron de transmissions du Groupe de soutien de la 3e Division du Canada
- Escadron de transmissions du Groupe de soutien de la 4e Division du Canada
- Escadron de transmissions du Groupe de soutien de la 5e Division du Canada
- Groupe des opérations d'information des Forces canadiennes
  - Quartier général du Groupe des opérations d'information des Forces canadiennes
  - Centre de guerre électronique des Forces canadiennes
  - Centre d'opérations des réseaux des Forces canadiennes
  - Centre d'opérations du renseignement sur les transmissions des Forces canadiennes
  - Station des Forces canadiennes Leitrim
- Régiment des transmissions interarmées des Forces canadiennes
- École d'électronique et des communications des Forces canadiennes
- 7e Groupe des communications
  - 76e Régiment des communications
  - 77e Régiment des lignes

Première réserve
- 31e Régiment des transmissions
- 32e Régiment des transmissions (en)
- 33e Régiment des transmissions (en)
- 34e Régiment des transmissions
- 35e Régiment des transmissions
- 36e Régiment des transmissions (en)
- 37e Régiment des transmissions
- 38e Régiment des transmissions
- 39e Régiment des transmissions (en)
- 41e Régiment des transmissions (en)

## Traditions et patrimoine

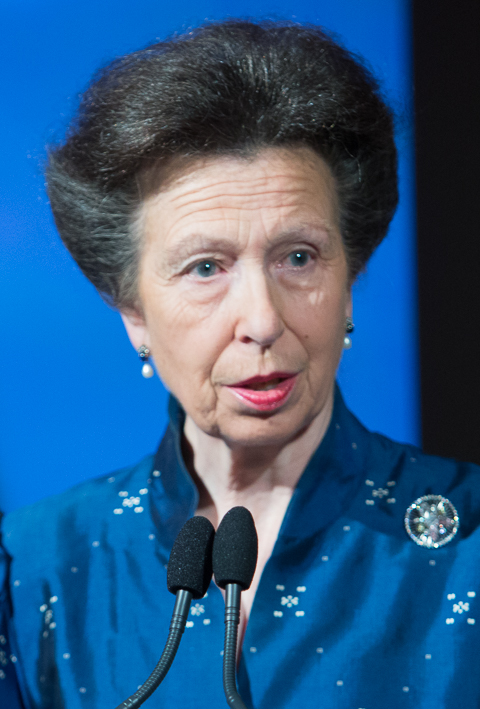
La princesse royale, Anne, colonel en chef de la Branche des communications et de l'électronique

L'insigne de la Branche des communications et de l'électronique est la figure de Mercure tenant dans son bras gauche un caducée accostée de deux éclairs.
Le drapeau de la Branche des communications et de l'électronique est composé de deux couleurs disposées horizontalement, gris en haut et bleu foncé en bas. Ces deux couleurs ont été empruntées aux couleurs 21st Lancers (en) desquels provenait le major Wallace Bruce Matthews Carruthers (en), fondateur du Corps des transmissions royal du Canada.
Le colonel en chef de la Branche des communications et de l'électronique est la princesse royale, Anne.

## Annexe